# 伍德拉夫 (堪薩斯州)
伍德拉夫（英語：Woodruff）是位於美國堪薩斯州菲利普斯縣的一個非建制地區。

## 歷史
伍德拉夫的郵政局於1885年設立，直到1956年結束營運。

## 地理
伍德拉夫所處的海拔為高於海平面610米（即2001英呎），而該地所採用的時區為UTC-6，即北美中部時區（CST）。同時該地設有夏令時間，為UTC-6調快一小時，即UTC-5（CDT）。